# Abhaynagar
Abhaynagar (en bengali : অভয়নগর) est une upazila du Bangladesh dans le district de Jessore. En 1991, on y dénombrait 262 434 habitants.